# Торрес Бодет, Хайме
Ха́йме То́ррес Бо́дет (исп. Jaime Mario Torres Bodet; 17 апреля 1902, Мехико — 13 мая 1974, Мехико) — мексиканский поэт, прозаик, эссеист, общественный и политический деятель. Министр иностранных дел Мексики в 1946—1948 годах. 2-й генеральный директор ЮНЕСКО в 1948—1952 годах.

## Биография
Был единственным ребёнком в семье эмигрантов (отец из Барселоны, мать из Франции), приехавших в Мексику уже в браке, в 1895 году.
Первоначально учился дома, матерью. Затем учился в подготовительной школе, закончив её в 15 лет. Опубликовал свою первую книгу стихов в возрасте 16 лет.

Учился на факультетах юриспруденции и философии и литературы Национального автономного университета Мексики. В 1921 году работал личным секретарём ректора этого университета Хосе Васконселоса. Был директором департамента библиотек министерства народного образования в 1922—1924 годах, секретарём министра здравоохранения в 1925 году и профессором французской литературы в Высшей Исследовательской школе в период 1925—1929 годов.
В 1929 году, пройдя конкурсный экзамен, поступил на дипломатическую службу. Был назначен в качестве третьего секретаря посольства Мексики в Мадриде (до 1931 года). Затем — вторым секретарём посольства в Париже (с 1931 по 1932 год), поверенным в делах во Франции (с 1932 по 1934 год). В 1934—1935 годах первый секретарь посольства в Буэнос-Айресе, в 1935—1936 годах — снова в Париже. В 1937—1938 годах был главой дипломатического департамента МИД Мексики. С 1938 по 1940 год был поверенным в делах в Брюсселе, где встретил нацистское вторжение.
По возвращении в Мексику, с 1940 по 1943 год был заместителем министра иностранных дел (в январе-феврале, марте-мае и июне-июле 1942 исполнял обязанности министра).
В 1943—1946 годах — министр народного образования в правительстве президента Мануэля Авилы. Развернул активную кампанию борьбы с неграмотностью. При его непосредственном участии Был создан Институт подготовки учителей начальной школы; организована комиссия по планам и программам работы с неграмотными; основан Административный комитет Федеральной программы школьного строительства (CAPFCE); выпущена серия Народная энциклопедическая библиотека, в которой было опубликовано более сотни наименований книг. Были отстроены многочисленные школы и училища, начато строительство зданий нескольких вузов и здания Национальной консерватории в Мехико. С целью упрощения всеобщего доступа к образованию активно способствовал изменению соответствующей статьи конституции.
В 1945 году был главой делегации Мексики на учредительной сессии ООН, а позже на международной конференции, состоявшейся в Лондоне, на которой была образована ЮНЕСКО. Тогда же возглавил мексиканскую Академию международного права.
С приходом в 1946 году к власти президента Мигеля Алемана был назначен на должность министра иностранных дел.
В 1948 году был избран Генеральным директором ЮНЕСКО. Спустя четыре года подал в отставку.
С 1954 по 1958 год был послом Мексики во Франции.
С 1958 по 1964 год во время президентства Адольфо Лопеса во второй раз занял пост министра народного образования. Инициировал одиннадцатилетний план расширения и совершенствования начального образования для полного удовлетворения населения, предусматривавший создание 51 тысячи новых должностей учителей и строительства 29 265 классов. Основал Национальную комиссию бесплатных учебников и выпустил первые бесплатные книги в 1960 году со словами «Это подарок от народа Мексики для народа Мексики». Содействовал строительству Национального музея антропологии, Музея современного искусства, первого в мире музея акварели, археологического музея Акатитлана, организации и адаптации выставок колониального искусства и колониальной живописи, расширению Национального политехнического института.

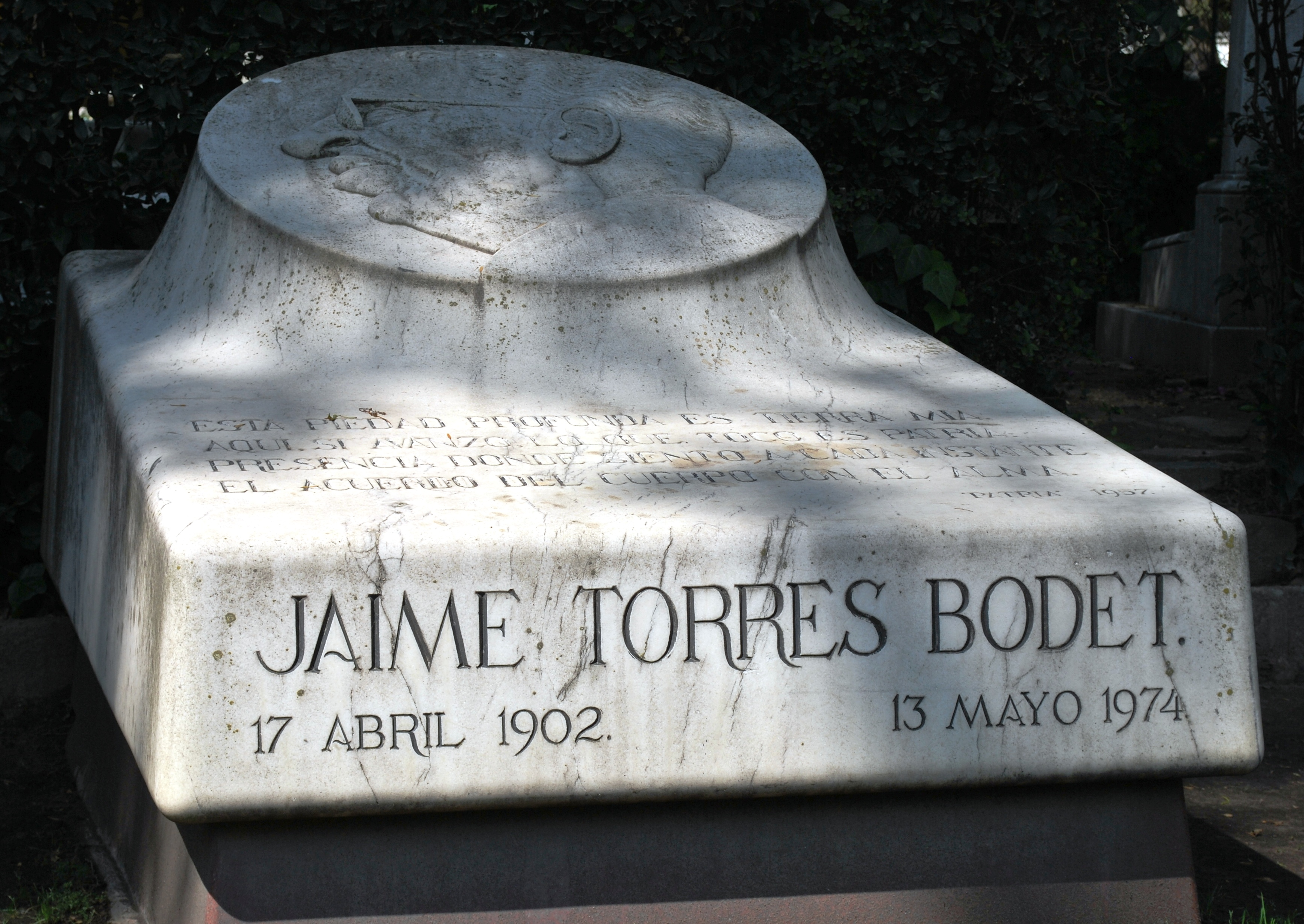
Могила Х. Торреса Бодета в Ротонде выдающихся мексиканцев

В 1970—1971 годах — повторно посол Мексики во Франции.
Длительное время болел раком и 13 мая 1974 года застрелился у себя дома. Похоронен в Ротонде выдающихся мексиканцев в Мехико.
В его честь назван театр в Гвадалахаре.
С 2014 года присуждается премия ЮНЕСКО/Мексиканского Национального автономного университета (МНАУ) в области социальных и гуманитарных наук и искусства (50 000 долл. США). Премия присуждается в знак признания усилий кандидатов, внёсших вклад в развитие знаний и общества посредством искусства, обучения и научных исследований в социальных и гуманитарных областях.

## Творчество
В его юношеских стихах сказалось влияние французского символизма («Пыл», 1918) с темой одиночества, поиска идентичности и стремления к смерти. Затем последовало увлечение сюрреализмом (сборники «Сердце бредит», 1922; «Песни», 1922; «Новые песни», 1923; «Дом», 1923; «Дни», 1923; «Поэмы», 1924), всё чаще звучали лирические и любовные темы. Он использовал японские стихотворные формы (1925, «Складной экран»).
С 1928 по 1931 он возглавлял журнал «Современники», сыгравший огромную роль в развитии национальной культуры. В это же время издал первые книги прозы (экспериментальный роман «Туманная Маргарита», 1927; романы «Воспитание чувств», 1929; «Первое января», 1934). Работал он и в других жанрах («„Рождение Венеры“ и др. рассказы», 1941; мемуары «Tiempo de arena» («Песочное время», 1955), несколько книг эссе («Три выдумщика действительности: Стендаль, Достоевский, Перес Гальдос» (1955), «Толстой — жизнь и творчество» (1965) и др.)).
В 30-е годы был членом авангардистской литературной группы «Контемпоранеос».
Наиболее известные книги Бодета: «Прозерпина» (Proserpina rescatada, 1931), «Сентиментальное воспитание» (La educacion sentimental, 1930), «Стихи», «Изгнание» (Destierro, 1930) и роман из жизни кинематографистов «Дневная звезда» (Estrella de dia, 1933).
В «Границах» (1954) и «Без перемирия» (1957) зрелый поэт обращал внимание на проблемы изоляции, распространенные в современном обществе.
Всего вышло 16 книг его поэзии, 8 прозаических (включая автобиографию), 8 сборников его статей и выступлений, 5 — эссе.
Ориентируясь в своем творчестве на французских символистов и на испанских поэтов Мануэля Мачадо и Хуана Рамона Хименеса, Бодет, однако, не порывал с национальной почвой (т. н. «экзотическая индо-американская ветвь символистов»).
Будучи писателем, сформировавшимся на европейской культуре, Бодет часто оказывался проводником тех или иных течений, находясь в постоянном поиске собственных средств выражения.
Содержание его поэзии образуют лирические переживания, облекаемые в форму поэтических символов. Впрочем в некоторых своих стихотворениях Бодет касается и социальных тем (напр. стихотворение «На пути из фермы горной»). Поэзия Бодета мелодична и красочна. Писал он преимущественно ассонансами, избегая рифмы.

## Публикации на русском языке
- Листки, занесённые вихрем, «Иностранная литература», 1968, № 3.
- [Стихи]/ Пер. М.Самаева// Поэты Мексики. М.: Художественная литература, 1975, с.196-207